# Friedrich Kehrmann
Friedrich Kehrmann (ur. 1864 w Koblencji, zm. 4 marca 1929 w Lozannie) – chemik pochodzenia niemieckiego działający w Szwajcarii, profesor chemii organicznej na Uniwersytecie w Lozannie. 
Był pasjonatem chemii już w dzieciństwie, ale ze względu na sytuację materialną nie mógł  do uczęszczać do szkół – był samoukiem. Osiągnął tak dużą biegłość w pracy analitycznej, że otrzymał posadę asystenta w laboratorium analitycznym Fresenius w Bonn. W 1887 ukończył studia w Bazylei u Rudolfa Nietzkiego (1847–1917), specjalisty w dziedzinie barwników, z którym prowadził badania chinonów. Po studiach został asystentem na Uniwersytecie we Fryburgu. Na podstawie wyników badań di-orto podstawionych chinonów sformułował hipotezę sterycznych przeszkód ("zawada przestrzenna"), której uogólnienie jest bardzo szeroko stosowane w różnych obszarach chemii organicznej.
Publikacje reprezentują np.:
- Zur Kenntniss der Naphtopikrinsäure (współautor: Wanda Haberkant), Berichte der deutschen chemischen Gesellschaft, tom 31, 1898[5]
- Gesammelte Abhandlungen, Tomy 1-2, Wyd. Georg Thieme, 1922
- Gesammelte Abhandlungen von F. Kehrmann, Tom 3, Wyd. Georg Thieme, 1925
- Über die Sulfonium-Basen, welche sich vom Thio-diphenylamin und analogen Verbindungen ableiten (wyciąg z pracy doktorskiej H. Dardel)
- Untersuchungen über Beziehungen zwischen Konstitution und Farbe von Kohlenstoffverbindungen  (współautor: Maurice Sandoz), Wyd. Georg Thieme, 1926